# پنبه‌چوله پایین
پنبه‌چوله پایین، روستایی است از توابع بخش مرکزی شهرستان ساری در استان مازندران ایران.

## جمعیت
این روستا در دهستان رودپی شمالی قرار داشته و براساس آخرین سرشماری مرکز آمار ایران که در سال ۱۳۸۵ صورت گرفته، جمعیت آن ۱٬۱۶۱نفر (۳۱۴خانوار) بوده‌است.